# Dooitze Eelkes Hinxt
Dooitze Eelkes Hinxt (Dokkum, 1741? – Texel, 20 oktober 1797) was een Nederlandse marineofficier. Hij was de  zoon van Eelke Tabes Hinxt, een koopvaardijschipper uit Dokkum. Hinxt overleed op het marineschip Beschermer, door verwondingen die hij had opgelopen in de Zeeslag bij Kamperduin.

## Koopvaardijschipper
Dooitze Eelkes Hinxt werd geboren in een rooms-katholiek gezin. Zijn vader was koopvaardijschipper en voer onder andere op het Oostzeegebied.  Hinxt zal het zeemansvak vermoedelijk bij zijn vader aan boord geleerd hebben. In de periode 1764-1780 voer Hinxt zelf als schipper op het kofschip Aemelia Dorothea.

## In dienst bij de Friese Admiraliteit

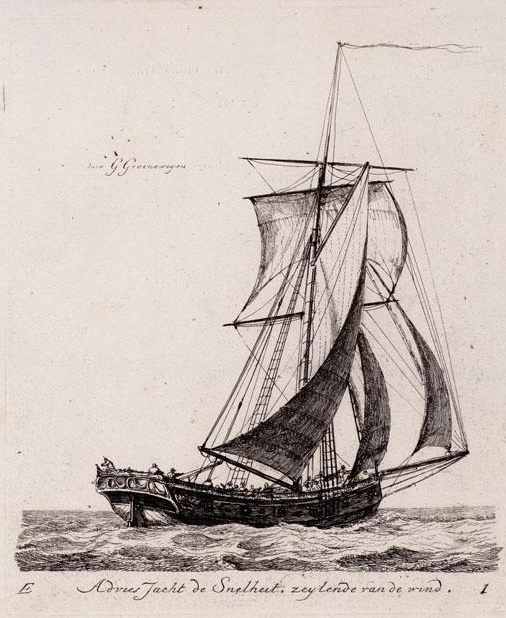
De kotter Snelheid

In 1782 trad Hinxt in dienst bij de Friese Admiraliteit. Hij werd Luitenant-ter-zee en kreeg het bevel over de kotter Snelheid. Dit was een gekoperd scheepje van twaalf stukken met een bemanning van 60 koppen. De Snelheid was werkelijk een snel schip, en Hinxt hield graag wedstrijden met andere schepen. In de jaren 1783-1785 zeilde Hinxt naar de kolonie Essequibo in Zuid-Amerika. In de periode 1787-1789 ondernam hij een reis naar de Middellandse Zee waar hij onder andere in de Griekse Archipel kwam. Daar verrichtte hij voornamelijk konvooidiensten. Veel Nederlandse kooplieden daar waren hem zeer dankbaar voor dit werk, en nadat ze een brief schreven aan de consul werd Hinxt op 23 december 1789 benoemd tot kapitein-ter-zee.
In de periode 1792-1794 ondernam hij opnieuw reizen naar Essequibo en naar de Middellandse Zee. In september 1794 voegde Hinxt zich bij een eskader bij Vlissingen in verband met de Franse dreiging uit het Zuiden. Hinxt stond bekend als een uitstekende zeeman, hoewel hij geen goede militair was. Toch kreeg hij in 1794 een aanvaring met het oorlogsschip Walcheren onder kapitein Marinus J. Haringman. De zijkant van de Snelheid werd hierdoor zwaar gehavend. Kapitein Haringman (en andere kapiteins met hem) keek op Hinxt en zijn kleine kotter neer en weigerde de schade te betalen. Uiteindelijk greep luitenant-admiraal Van Kinsbergen in en werd de zaak geregeld. Inmiddels was Hinxt toe aan een ander schip. In een brief gaf hij aan continu nat te zijn, met vochtige kleren in een vochtige kooi, en hij moest altijd werken in buiswater op het dek.

### Huwelijk
In 1763 trouwde Hinxt met Anna Gerrits van Leeuwarden. Na haar overlijden trad hij in 1769 in het huwelijk met Elisabeth Annes de Haan van Leeuwarden. Ook zij overleed vroeg, na een zware bevalling. Hinxt hertrouwde in 1790, met Catharina Joris de Haan (zus van Elisabeth?) die eveneens uit Leeuwarden afkomstig was. Het paar vestigde zich in Harlingen aan de Voorstraat. Hinxt kreeg drie kinderen, maar in 1797 was alleen dochter Anna Maria nog in leven.

## In dienst bij de Bataafse marine
Toen in 1787 ongeregeldheden waren uitgebroken tussen Patriotten en Prinsgezinden had Hinxt geen van beide partijen gesteund. Uit een briefcopijboek blijkt echter dat hij contacten onderhield met Patriotten. Toen deze in 1795 de macht grepen, had Hinxt dan ook geen enkele moeite om zich bij de Bataafse marine aan te sluiten.
In 1796 kreeg Dooitze Eelkes Hinxt het bevel over 's Lands schip van oorlog Beschermer. Dit was een linieschip van 56 stukken, met 350 man aan boord. Het schip werd onderdeel van een vloot onder Admiraal Jan Willem de Winter, die bestemd was voor een invasie van Ierland. Hiervoor moest het eskader eerst naar Brest in Frankrijk varen om zo een grotere vloot te vormen. Door de Britse blokkade durfde de Bataafse vloot echter niet uit te zeilen. In de zomer van 1797 lag de Bataafse vloot op de Rede van Texel. Hinxt had zijn vrouw, en zijn dochter Anna Maria (geb. 1778) aan boord. In de memoires van marineofficier D.H. Kolff wordt een incident vermeld waarbij de dochter van Hinxt bijna verdronk. Op een zaterdag wilde de familie Hinxt van boord om naar de kerk te kunnen gaan, maar het weer was erg slecht. De sloep raakte vol water, en Dooitze Eelkes en zijn vrouw konden nog net op tijd gered worden. Hun dochter lag echter nog in het water en dreigde onder het schip te geraken. Ook zij kon gelukkig nog gered worden.
Kolff schreef:
Men verbeelde sig de blijdschap van de wanhopende ouders, dog in de cajuyt gebragt bespeurde men geen schijn van leeven in haar. Mijn chirugijmeester was niet aan boord, dog mijn tweede chirurgijn, den heer Daalderop, deed volgens de kunst al het mogelijke. Dit duurde meer dan twee uuren. Ijndelijk sijde de chirurgijn: ik heb nog hoop. Ging voort met vrijven als anders en geen kwartier naar dit gesegde bespeurde sagte ademhaling. Het lieve mijsje slaat haar ogen op en segt: waar ben ik. Ik beschrijff onser aller vreugd toen niet, maar die van haar ouders was treffend.  
Anna Maria overleed alsnog op jonge leeftijd, in 1801.

## De zeeslag bij Kamperduin

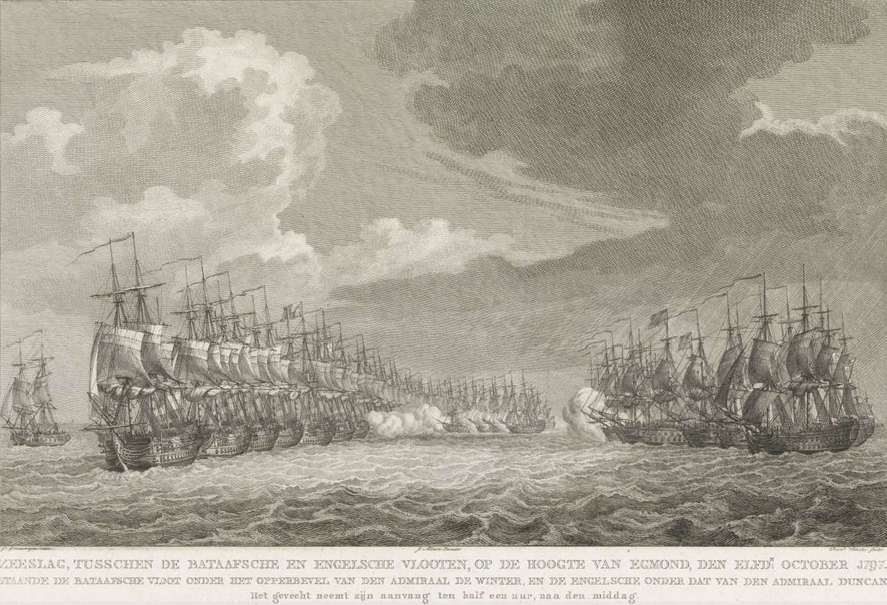
De zeeslag bij Kamperduin, met links vooraan de Gelijkheid en direct daarachter de Beschermer van kapitein Hinxt

Op 8 oktober 1797 besloot De Winter om toch korte tijd uit te varen zodat de bemanning enige ervaring konden opdoen. De Britse vloot onder Admiraal Adam Duncan werd hiervan snel op de hoogte gesteld, en op 11 oktober 1797 troffen de beide eskaders elkaar dicht bij de kust bij het dorp Kamperduin. De Beschermer bevond zich in de voorhoede en raakte slaags met het Britse schip HMS Belliqueux. Dooitze Hinxt raakte al snel zwaargewond. Zijn linkerarm en een vinger van zijn rechterhand werden eraf geschoten. Ook aan zijn linkerdij raakte hij gewond. Hinxt werd snel naar de kajuit gedragen om te worden verbonden. Daar zou hij zijn luitenant Jacob Oelsen gevraagd hebben "zullen wij moeten strijken?", waarop Oelsen geantwoord zou hebben: "Neen capitein! Wij zullen niet strijken, maar het uiterste wagen." Hinxt antwoordde: "Gaat dan voor, en betragt uwen pligt!" Korte tijd later werd de Beschermer aangevallen door het Britse schip HMS Lancaster. De officieren van de Beschermer meenden zich in een hopeloze situatie te bevinden en verlieten het strijdtoneel. De zeeslag bij Kamperduin werd een zware nederlaag voor de Bataafse Republiek.
Dooitze Eelkes Hinxt overleed op 20 oktober 1797 aan zijn verwondingen. Hij werd begraven in Huisduinen. Zijn dood werd in veel kranten gemeld, en er verscheen zelfs een lofdicht, geschreven door de Makkumer dichter Dirk Lenige:

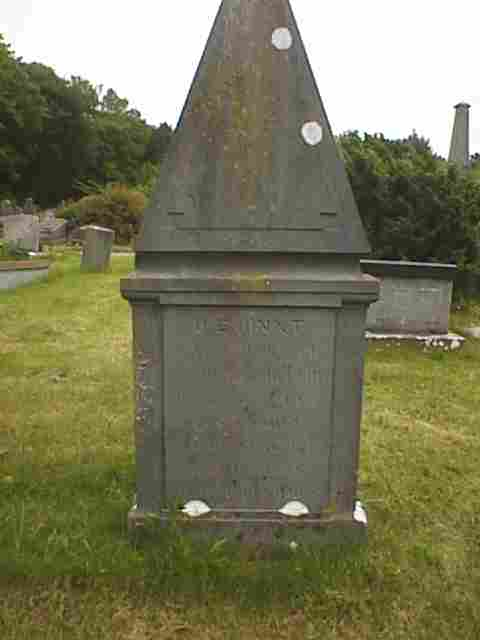
Het graf van D.E. Hinxt te Huisduinen

GRAFSCHRIFT OP DEN CAPITEIN D.E.HINXT 
Hebt ge immer om zijn deugd, die hem deed zegevieren, 
Een vaderlandschen held de onsterflijkheid gewijd; 
Bataaf, strooi op dit graf dan groenende eerlaurieren, 
Ten loon zijns moeds, betoond in 't heetste van den strijd, 
Ja, die dit oord genaakt, gevoel een plegtig beven! 
Het was voor Nederlands Vlag en 't heil van Bato's strand, 
Dat Hinxt, zijn pligt getrouw, voor Egmonds duin moest sneeven. 
Dan neen... Hij leeft in 't hart van 't dankbaar VADERLAND. 